# Gustav Schwab

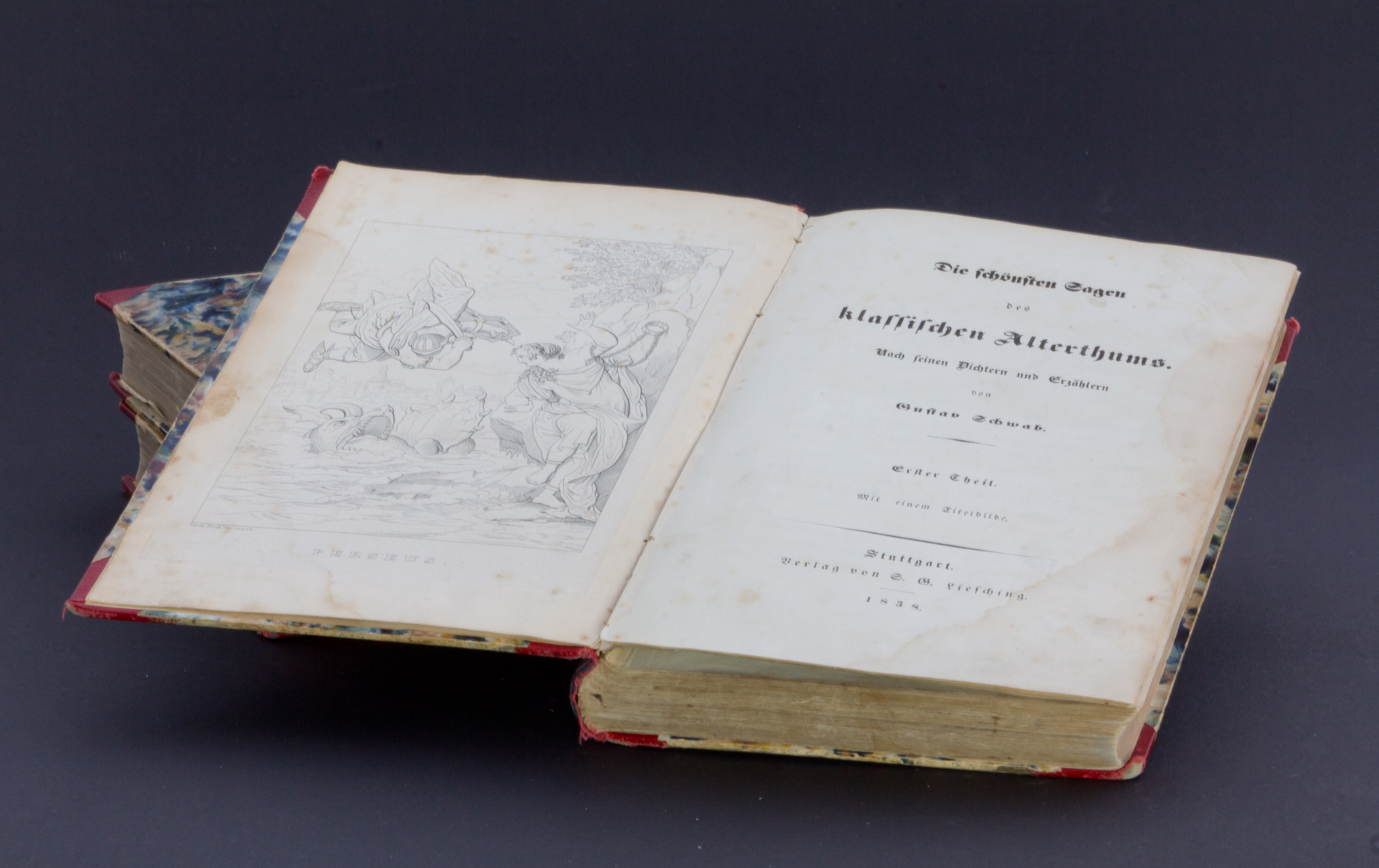
První díl Nejkrásnějších pověsti klasického starověku z roku 1838

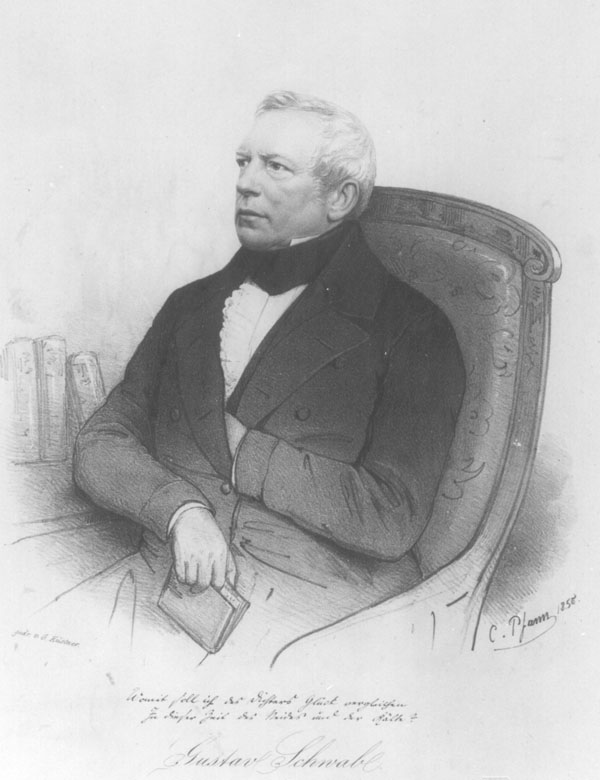
Gustav Schwab kolem roku 1850

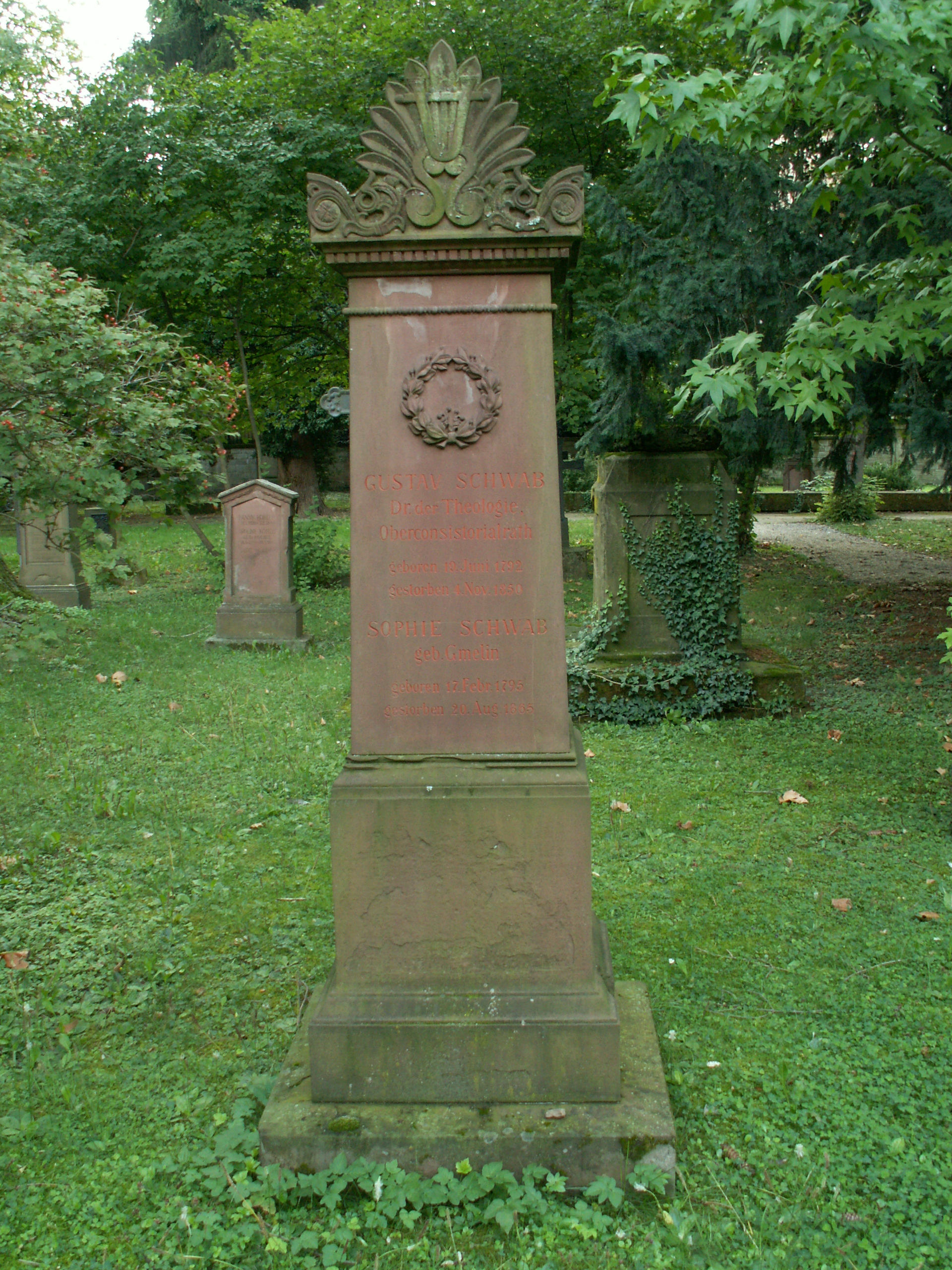
Schwabův hrob a hrob jeho manželky ve Stuttgartu

Gustav Benjamin Schwab (19. června 1792, Stuttgart – 4. listopadu 1850, tamtéž) byl německý romantický básník a prozaik, literární historik, pedagog, farář a evangelický teolog, překladatel a autor literatury pro děti a mládež.

## Život
Pocházel z rodiny württemberského dvorního rady. V letech 1809–1814 vystudoval na Tübingenské univerzitě teologii, filosofii a filologii. Seznámil se zde s Ludwigem Uhlandem a Justinem Kernerem a společně s nimi se zařadil do tzv. švábské romantické školy. Roku 1815 cestoval po severním Německu, setkal se s Goethem, Fouquém a Chamissem. Roku 1817 se stal profesorem řečtiny a latiny na gymnáziu ve Stuttgartu (v současné době Eberhard-Ludwigs-Gymnasium) a oženil se se Sophií Gmelinovou, dcerou profesora práva Friedricha von Gmelina. V letech 1827–1837 redigoval literární část časopisu Morgenblatt für gebildete Stände a v letech 1833–1838 časopis Musen-Almanach.
Roku 1837 převzal farnost v obci Gomaringen. Roku 1839 podnikl cestu do Švýcarska a roku 1841 do Dánska a Švédska. Roku 1841 získal farnost u sv. Leonharda ve Stuttgartu, roku 1842 se stal děkanem a roku 1845 konsistoriálním a studijním radou vysokých škol ve Württembersku. V roce 1847 získal čestný doktorát teologie na univerzitě v Tübingenu. Byl odpůrcem Heinricha Heina a revolučních aktivit roku 1848 vůbec.
Jako básník byl žákem Ludwiga Uhlanda a stal se autorem lidově zpěvných básní, studentských písní, balad a romancí někdy blízkých i biedermeieru. Jako prozaik se zasloužil o popularizaci kulturního dědictví, protože převyprávěl antické a německé pověsti a knížky lidového čtení. Protože tyto převody byly určeny především mládeži, zmírnil v nich, případně zcela odstranil, násilné a erotické scény. Podporoval rovněž mladé talenty (například Nikolause Lenaua), psal odborné práce o literatuře a do němčiny přeložil básně Alphonsa de Lamartina

## Výběrová bibliografie

### Básně
- Poetischer Almanach (1812), almanach romantických básní, včetně vlastních, připravený společně s dalšími představiteli švábské romantiky Ludwigem Uhlandem a Justinem Kernerem.
- Deutscher Dichterwald (1813), další almanach romantických básní, opět připravený společně s Ludwigem Uhlandem a Justinem Kernerem.
- Gedichte (1828-1829, Básně), dva svazky. Z nejznámějších básní je možno jmenovat:
  - Das Mahl zu Heidelberg (1823).
  - Der Reiter und der Bodensee (1826, Jezdec a Bodamské jezero).
  - Das Gewitter (1828, Bouře).
- Johannes Kant (1835).
- Fünf Bücher deutscher Lieder und Gedichte (1835, Pět knih německých písním a básní).

### Próza
- Die Neckarseite der Schwäbischen Alb (1823).
- Die Schweiz in ihren Ritterburgen und Bergschlössern (1828, Švýcarsko ve svých rytířských zámcích a horských hradech).
- Wanderungen durch Schwaben (1837, Procházky Švábskem).
- Das Buch der schönsten Geschichten und Sagen (1836-1837, Kniha nejkrásnějších příběhů a pověstí), dva svazky převyprávěných německých pověstí a knížek lidových čtení.
- Die schönsten Sagen des klassischen Altertums (1838-1840, Nejkrásnější pověsti klasického starověku), tři svazky antických pověstí. Kniha, určená především mládeži, byla přeložena do dvanácti jazyků a je stále vydávána. První díl obsahuje mimo jiné báje o Prométheovi, Deukaliónovi a Pyrrze, Faetónovi, Perseovi, Daidalovi a Íkarovi, Argonautech, Tantalovi, Héraklovi, Théseovi, Oidipovi a další, druhý díl je věnován Trojské válce a třetí Odysseovi a Aenovi.
- Schillers Leben in drei Büchern (1840, Schillerův život ve třech knihách).
- Die deutsche Prosa von Mosheim bis auf unsere Tage (1842, Německá próza od Mosheima po dnešek).
- Doctor Faustus (1843, Doktor Faust), převyprávěná knížka lidového čtení.

### Překlady
- Alphonse de Lamartine: Auserlesene Gedichte (1826, Vybrané básně).

## Česká a slovenská vydání
- Doktor Faust, Jan Štenc, Praha 1921, převyprávěl František Táborský.
- Najkrajšie grécke báje, Mladé letá, Bratislava 1958, přeložil Vojtech Fronc.